# Fibroom
Een fibroom, steelwrat, bindweefselgezwel, wild vlees of fibroïde tumor is een goedaardige tumor die opgebouwd is uit bindweefsel. Fibromen kunnen voorkomen in alle weefsels die zijn ontstaan uit het mesenchym. Kwaadaardige tumoren van bindweefsel worden fibrosarcomen genoemd.

## Hard fibroom
Hard fibroom (fibroma durum) bestaat uit veel intercellulaire vezels en weinig cellen. Een hard fibroom in de huid wordt aangeduid als dermatofibroom of nodulus cutaneus. Dermatofibroom komt met name voor op armen en benen en voelt aan als een hard schijfje of bobbeltje dat in de huid vastzit. Een bijzondere vorm is een keloïd die bestaat uit een wildgroei van littekenweefsel.

## Week fibroom
Week fibroom (fibroma molle) bestaat uit veel cellen en weinig intercellulaire vezels. De steelvormige variant wordt aangeduid als fibroma pendulum, acrochordon of skin tag. Week fibroom komt veel voor, met name in de hals, oksels, liezen en op het ooglid. Wanneer deze zich bij de anus bevindt, wordt het ook wel een mariske genoemd.

## Andere fibromen
- Angiofibroom (fibroma cavernosum): een verdikking van het bind- en vaatweefsel in de neus en keel die voornamelijk voorkomt bij adolescente mannen.
- Fibroma cysticum: een fibroom met een centrale verweking (cyste) of verwijde lymfevaten.
- Myxofibroom (fibroma myxomatodes)

## Behandeling
Goedaardige tumoren hoeven niet behandeld te worden zolang men er geen hinder van heeft. Ze kunnen echter wel worden weggehaald, onder plaatselijke verdoving. Het is belangrijk dat alle tumorcellen worden weggesneden omdat het fibroom anders weer terug kan groeien. Een weggesneden fibroom kan men laten testen om zeker te zijn dat geen sprake is van kwaadaardige tumorcellen.
Indien niet duidelijk is of een tumor goedaardig of kwaadaardig is, dient deze uit voorzorg altijd te worden verwijderd.